# Silwiestr Pokko

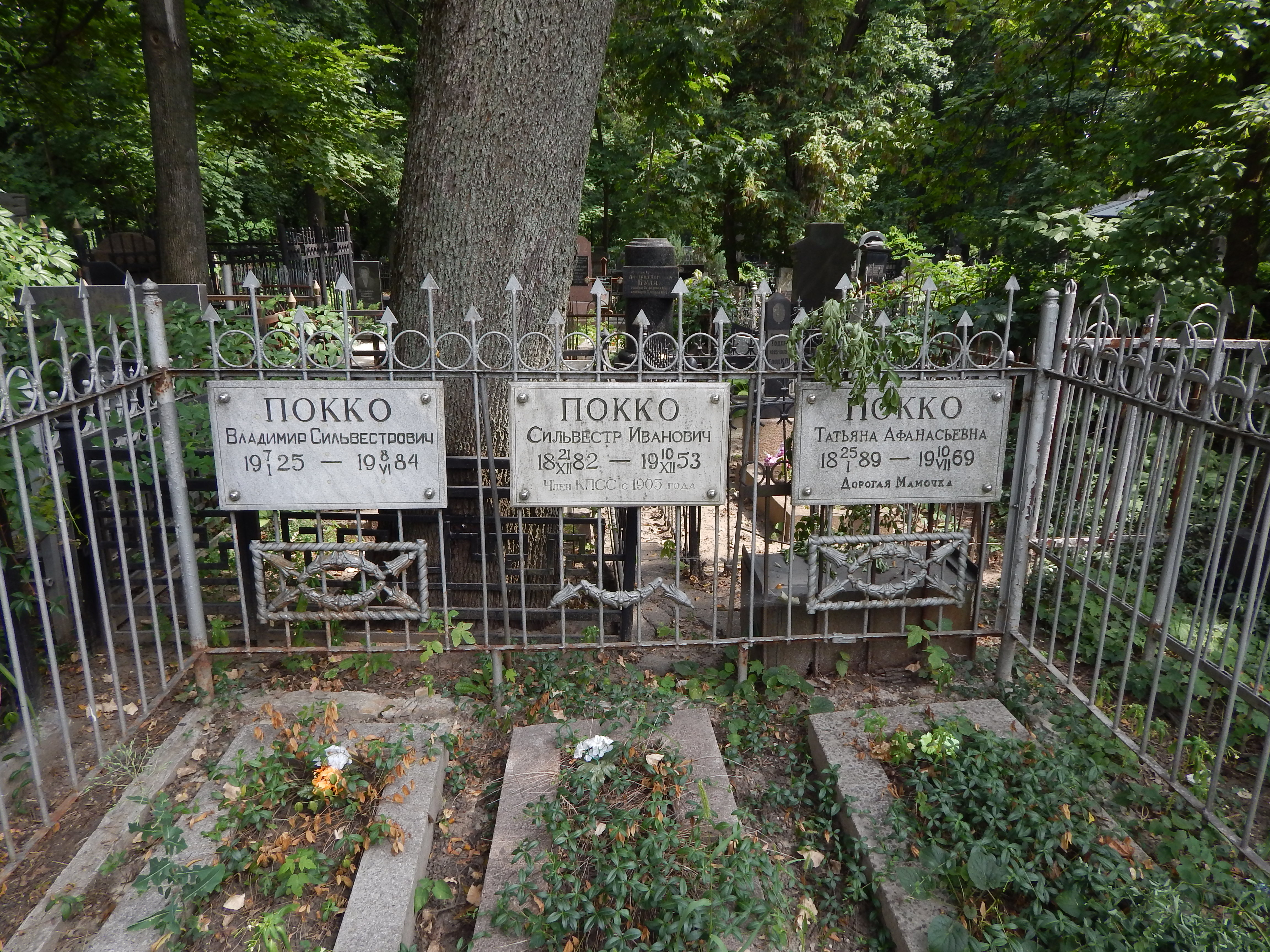
Grób

Silwiestr Iwanowicz Pokko (ros. Сильвестр Иванович Покко, ur. 2 stycznia 1882 we wsi Prudy w guberni wileńskiej, zm. 10 listopada 1953 w Charkowie) – funkcjonariusz Czeki, działacz partyjny Ukraińskiej SRR.

## Życiorys
W 1905 wstąpił do SDPRR, 1916 został aresztowany i skazany na zesłanie do Kraju Turgajskiego, 19 marca 1917 amnestionowany po rewolucji lutowej. W kwietniu 1917 został przewodniczącym rejonowego komitetu SDPRR(b) w Charkowie, 1918 służył w Armii Czerwonej, od 25 grudnia 1918 do 7 stycznia 1919 i ponownie od 29 marca do 25 czerwca 1919 był przewodniczącym charkowskiej gubernialnej Czeki, w 1920 był przewodniczącym Charkowskiego Gubernialnego Trybunału Rewolucyjnego i przewodniczącym rejonowego komitetu KP(b)U. Od 22 listopada 1920 do 5 czerwca 1930 był członkiem Komisji Kontrolnej/Centralnej Komisji Kontrolnej KP(b)U, w 1925 przewodniczącym Charkowskiej Okręgowej Komisji Kontrolnej KP(b)U, od 31 grudnia 1925 do 26 czerwca 1930 członkiem Centralnej Komisji Kontrolnej WKP(b), jednocześnie w 1928 przewodniczącym Dniepropietrowskiej Okręgowej Komisji Kontrolnej KP(b)U. W późniejszym okresie został aresztowany. W 1950 otrzymał emeryturę.